# Katholische Pfadfinderschaft Europas

Pfadfinderinnen der KPE (2011)

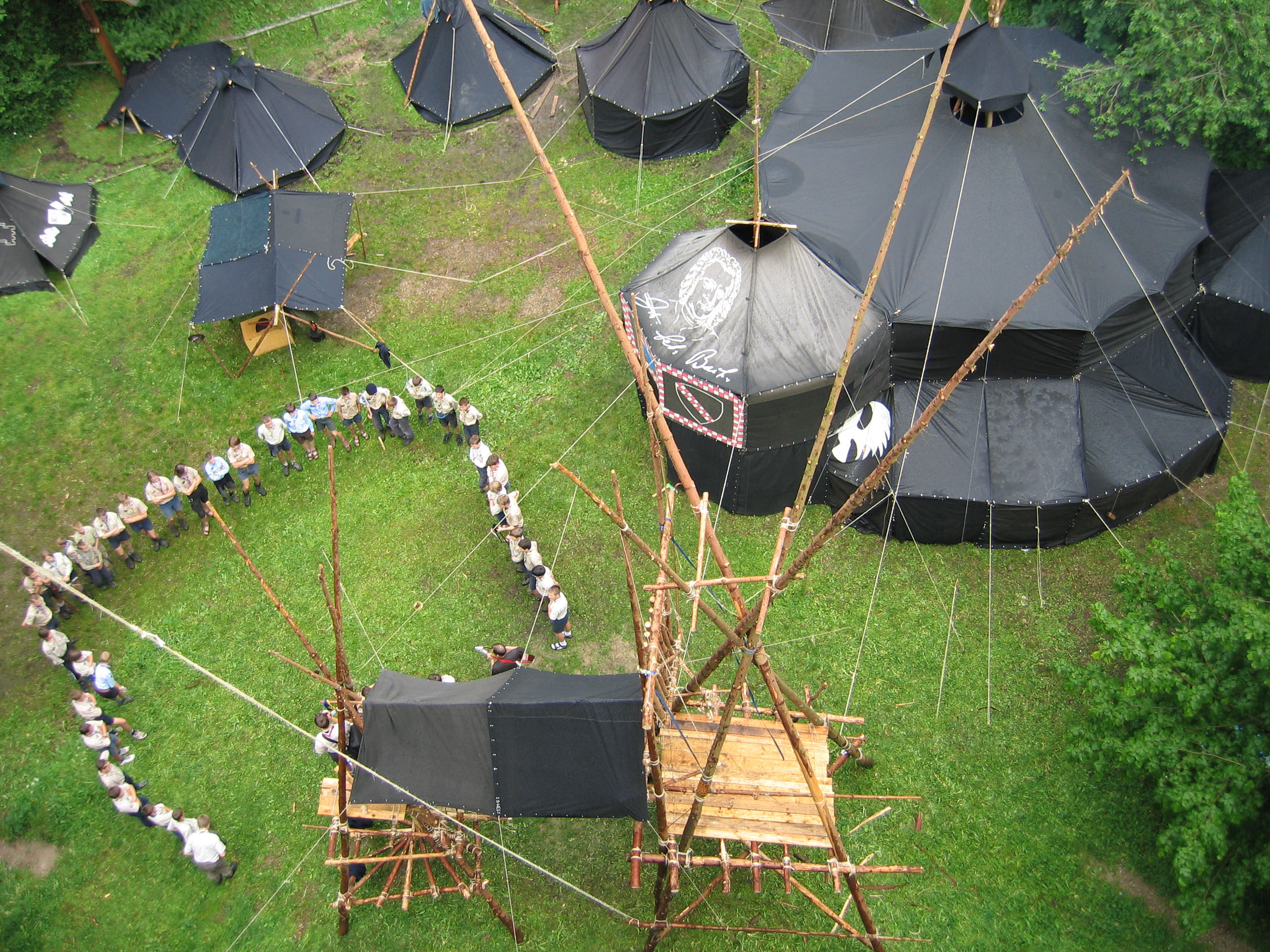
KPE-Lager bei der Alt-Trauchburg (2004)

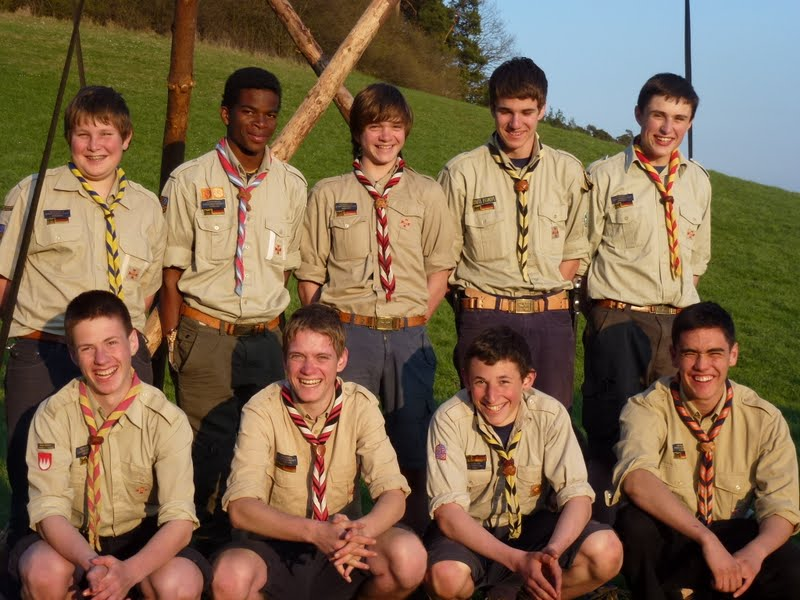
Pfadfinder der KPE (2012)

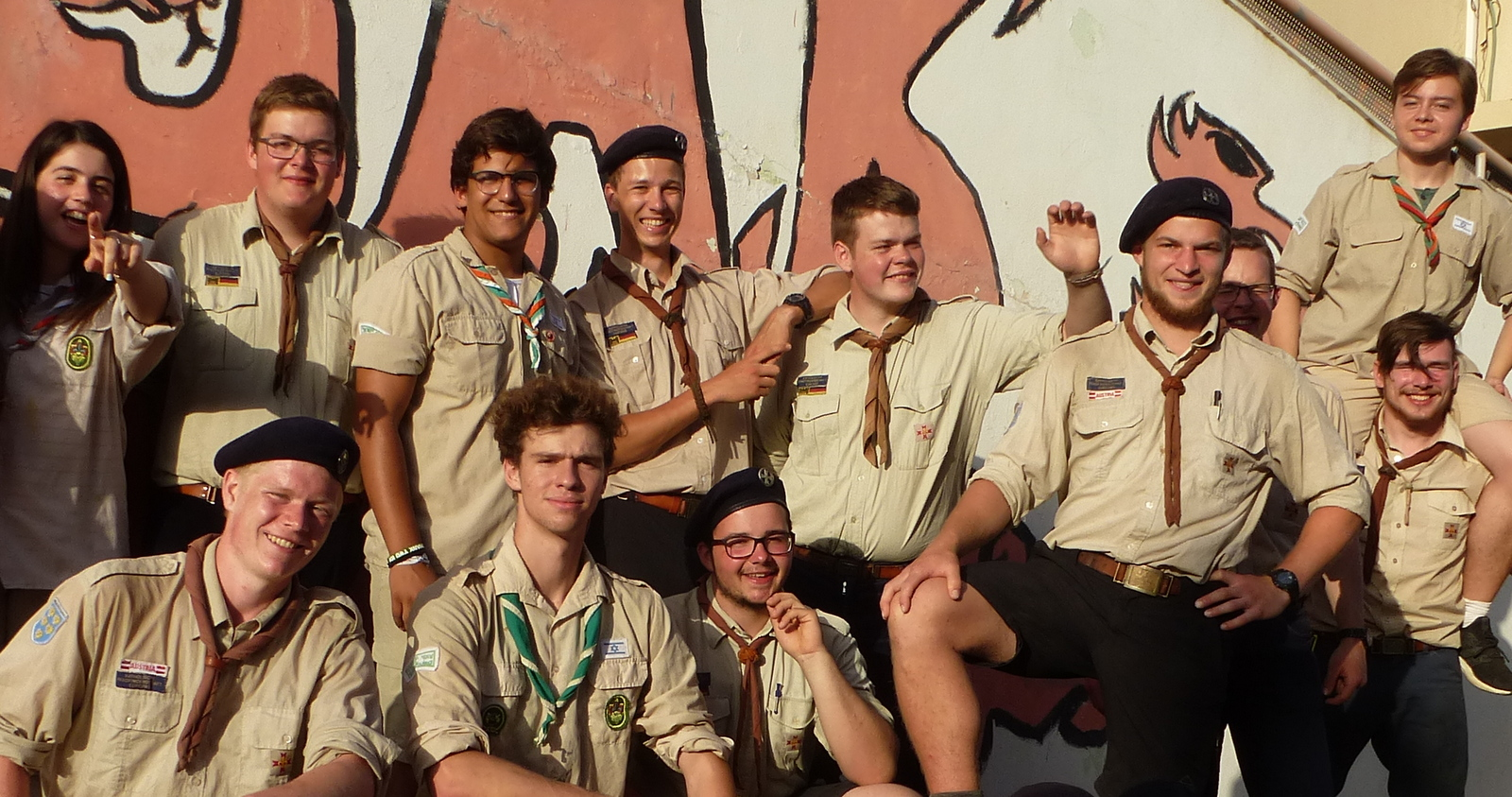
Begegnung von deutschen und österreichischen KPE-Mitgliedern mit israelischen Pfadfindern (2018)

Die Katholische Pfadfinderschaft Europas (KPE) ist ein katholischer Pfadfinderbund in Deutschland und Mitglied der Union Internationale des Guides et Scouts d’Europe (UIGSE). Innerhalb dieses Dachverbandes existiert auch ein österreichischer Verband, der den Namen Katholische Pfadfinderschaft Europas – Österreich (KPE-Ö) führt und der deutschen Organisation nahesteht.
Eng mit der KPE verbunden ist die päpstlich anerkannte und zur Jugendseelsorge beauftragte Kongregation der Diener Jesu und Mariens (Ordenskürzel SJM). Die KPE wirkt im Forum Deutscher Katholiken mit. Sie wurde dem Traditionalismus zugeordnet. Ihr wurden radikale Tendenzen vorgeworfen, was von ihr als unberechtigt dargestellt wurde. 2021 wurde sie von der Deutschen Bischofskonferenz als privater kanonischer Verein anerkannt.

## Selbstdarstellung der KPE

### Inhalte
Auf ihrer Website beschreibt die KPE ihre Arbeit wie folgt:

„Mit der pfadfinderischen Erziehung fördern wir Mädchen und Jungen ganzheitlich. So können sie verantwortungsvolle, christliche Persönlichkeiten werden, die ihre Fähigkeiten und Talente entfalten, ihr Leben aus der Kraft des Glaubens gestalten und Verantwortung für Gesellschaft und Kirche übernehmen.“

Im Gründungsjahr 1976 hatte die KPE in ihrem Schrifttum geäußert: „Als Laien nehmen wir für uns in Anspruch, einen Verband zu gründen, der fest auf dem Boden der Kirche steht (…) und die Texte des letzten Konzils anerkennt.“
Die Bundesordnung nennt konkret fünf Erziehungsziele, welche die KPE mit ihrer Jugendarbeit erreichen will:
1. körperliche Entwicklung,
2. handwerkliche Geschicklichkeit und Sinn für das Konkrete
3. Bildung des Charakters und der Persönlichkeit
4. Sinn für Nächstenliebe und den Dienst am Nächsten
5. Sinn für Gott und die christliche Erziehung[9]

Über die Beziehung zu anderen Verbänden heißt es, man „möchte mit den anderen Verbänden, Bünden und Bewegungen des christlichen und nicht-christlichen Pfadfinder- und Pfadfinderinnentums freundliche und brüderliche Beziehungen unterhalten, um gemeinsam im Geiste Baden-Powells und im Rahmen seines ursprünglichen erzieherischen Konzepts eine gerechtere und brüderliche Gesellschaft zu errichten“.
Sie gibt an, keine politische Jugendarbeit zu betreiben. In ihrem Schriftgut von 1978 bis 2017 finden sich allerdings Stellungnahmen zu jugend- und anderen politischen Themen wie Schulbildung, Einwanderung, Deutschlandpolitik, Rechte Homosexueller, Globalisierung, Gender-Mainstreaming Demokratie und Antisemitismus. Mit verschiedenen Projekten setze sich die KPE aktiv gegen Antisemitismus ein.

### Symbolik und Tracht

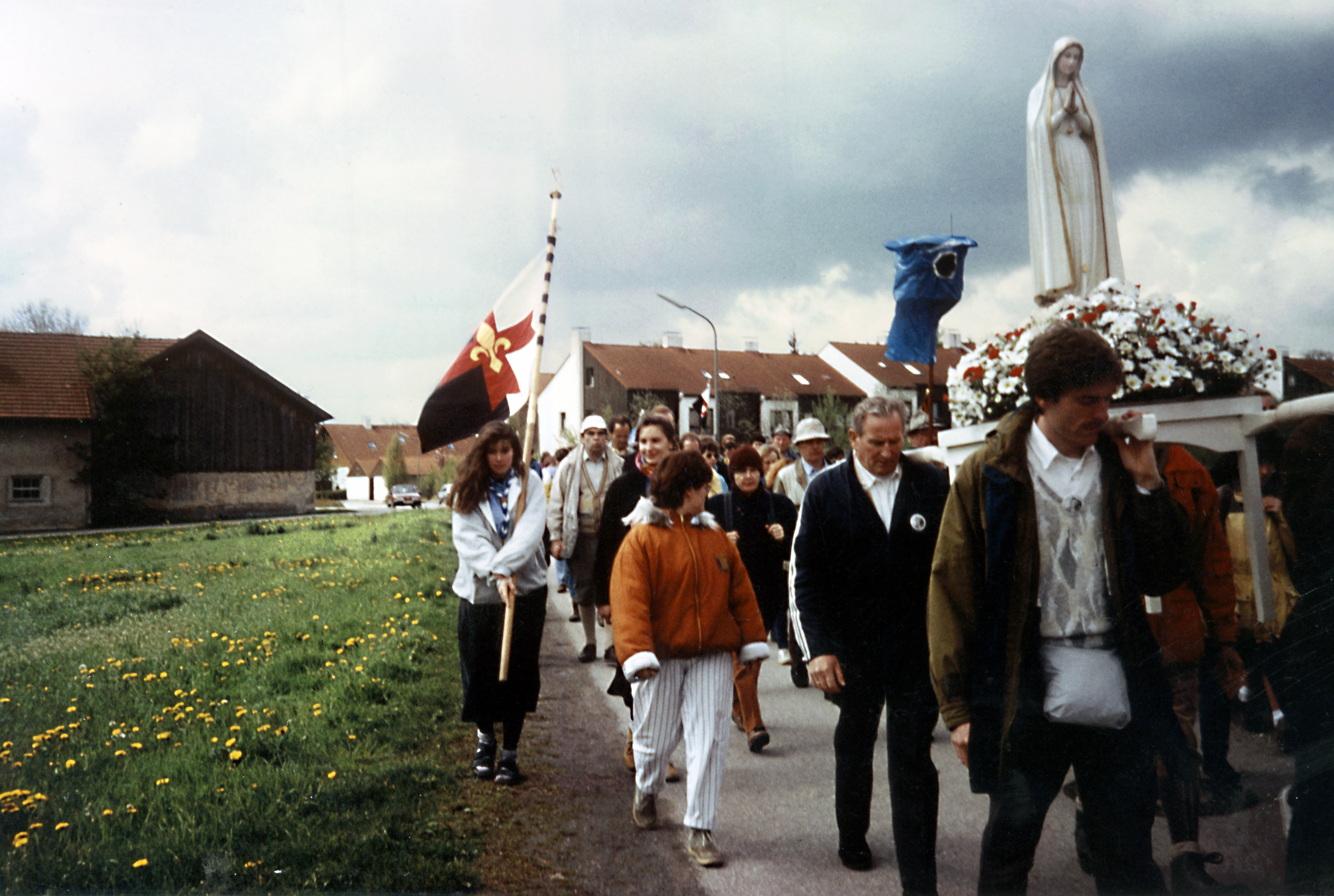
Pfingstwallfahrt nach Altötting 1991

Das einheitliche Zeichen der KPE ist ein zentral mit goldener Lilie belegtes rotes Malteserkreuz. Auf der Flagge belegt es seinerseits mittig einen senkrecht hälftig geteilten, mastseitig weißen und flugseitig schwarzen Hintergrund.
Die von der KPE verwendeten, nach Stufe und Geschlecht sowie Funktion unterschiedlichen Kluften und Abzeichen entsprechen den Regeln des internationalen Dachverbandes UIGSE-FSE.
Pfadfinderinnen sowie Wölflingsjungen tragen ein hellblaues Klufthemd, Jungen ab der Pfadfinderstufe ein Hemd in Khaki. Jungen/Männer tragen Klufthosen, Mädchen/Frauen Kluftröcke, beides in marineblau. Die Farbkombination des Halstuchs richtet sich nach der Stammeszugehörigkeit. Ab der Raider(innen)zeit wird ein einheitliches braunes Halstuch getragen (in der Farbe des Franziskanischen Ordensgewandes). Führer(innen) tragen das Halstuch des Stamms, in dem sie tätig sind, die Bundesführung ist am blauen Halstuch mit den Europasternen erkennbar.

## Geschichte

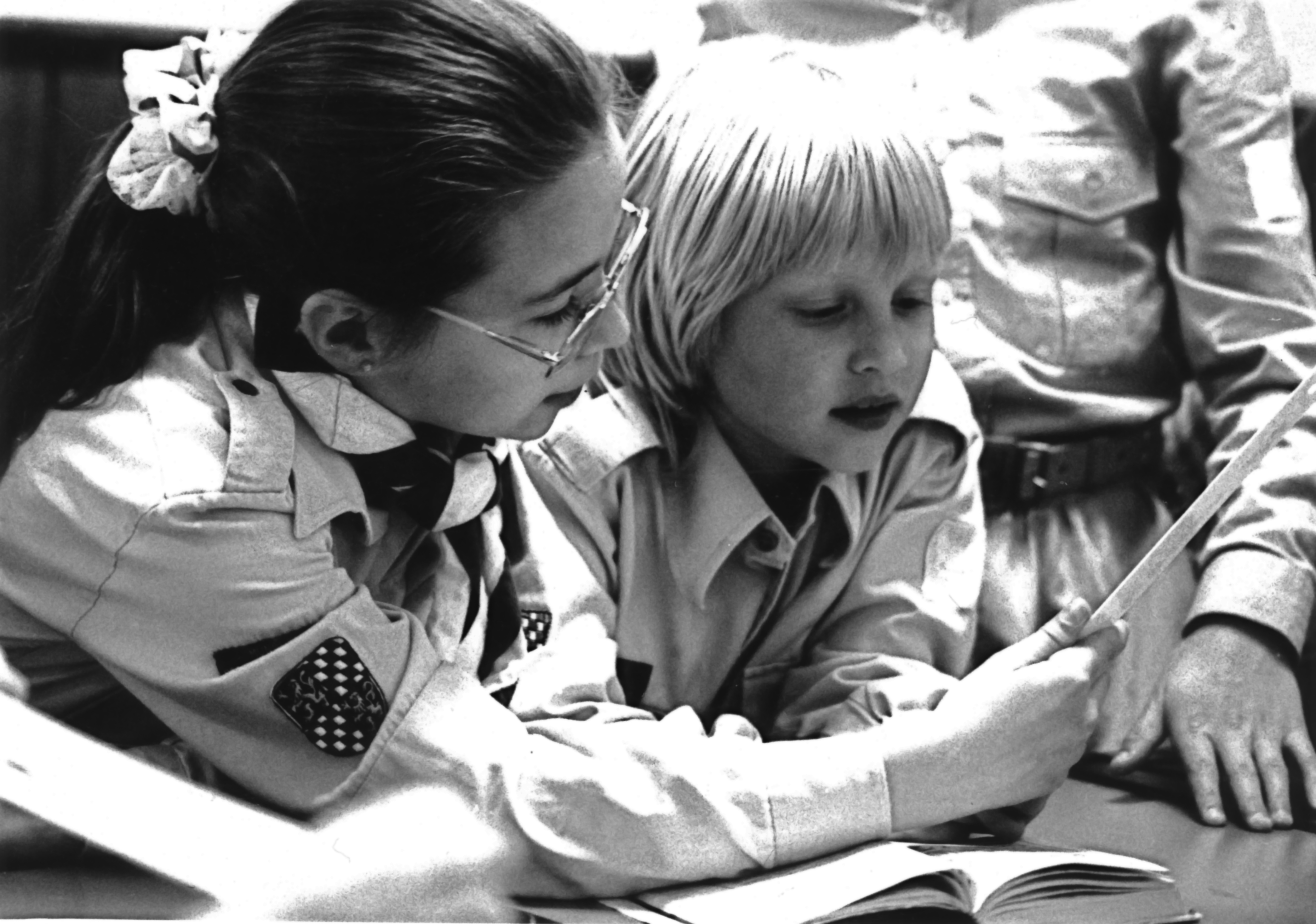
Stamm Maria Schutz, Pfadfinderinnen 1990

Primär durch Kontroversen relevant gewordene geschichtliche Vorgänge werden auch im Abschnitt Unterstützung, Kritik und Stellungnahmen behandelt.

### Seit 1976
Die KPE wurde am 15. Februar 1976 gegründet. Ihre ersten Mitglieder kamen aus der Deutschen Pfadfinderschaft Sankt Georg (DPSG), die nach ihrer Ansicht die klassische Pfadfinderarbeit und das katholische Glaubensleben vernachlässigt habe. Maßgeblich an der Neugründung beteiligt waren Günther Walter und Andreas Hönisch, der zu jener Zeit noch Angehöriger der Jesuiten war (später SJM).
1977 wurde die Pfadfinderschaft von der Fédération du Scoutisme Européen (FSE), dem Vorgänger der UIGSE, als Vollmitglied aufgenommen. Am 13. März 1977 gründeten KPE, Christliche Pfadfinderschaft Deutschlands (CPD) und Deutscher Pfadfinderverband (DPV) den Deutschen Pfadfinderring (DPR), der sich als Alternative zum Ring deutscher Pfadfinderverbände verstand und eine internationale Vertretung seiner Mitgliedsverbände anstrebte. 1996 hat sich der Deutsche Pfadfinderring aufgelöst.

### Seit 1980

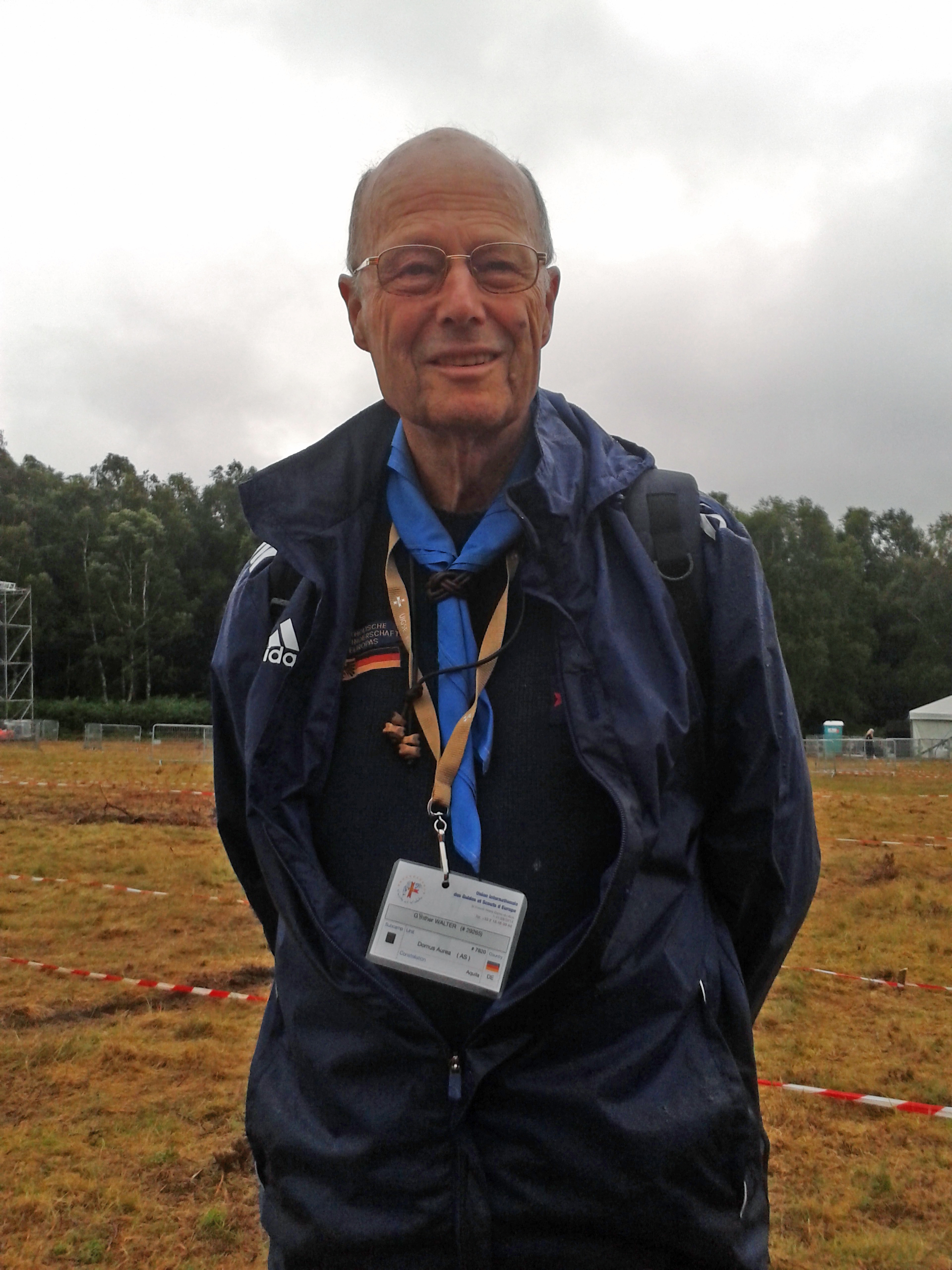
Günther Walter, ein Gründer der KPE, Bundesfeldmeister von 1976 bis 2005 und Verfasser mehrerer KPE-Schriften

1980 wurde der UIGSE, dem Dachverband der KPE, der Beraterstatus beim Europarat als regierungsunabhängige, internationale Jugendorganisation zuerkannt.
1984 nahm sie am 1. Eurojam der UIGSE bei Châteauroux in Frankreich mit 5.000 Pfadfinderinnen und Pfadfindern teil.
Nach eigenen Angaben aus dem Jahr 1986 hatte KPE-Bundeskurat Andreas Hönisch zahlreiche Jugendliche, die die Priesterweihe anstrebten, zum Engelwerk geschickt. Dessen Kreuzorden sei die einzige Ordensgemeinschaft, die er den Pfadfindern der KPE empfehlen könne. Im selben Jahr erörterte Hönisch mit Ingo Dollinger, dem Rektor der Engelwerk-Hochschule Institutum Sapientiæ im brasilianischen Anápolis, Pläne zur Gründung einer weiteren Ordensgemeinschaft; anwesend waren ferner die sich zur Mitgliedschaft im Engelwerk bekennenden Priester Heinrich Morscher und Richard Pühringer. Beide gehörten außerdem seit 1985 dem Kreuzorden im Engelwerk an, von dem sich Morscher laut Heribert Bastel, Superior des Collegium Sanctissimae Trinitatis in Mayerling 1988 und etwas später auch Pühringer, in seinem Fall vorläufig bis zum Beginn seiner Seelsorgertätigkeit für die Kreuzschwestern, wieder getrennt haben sollen. Am 30. Mai 1988 wurde von Hönisch und drei KPE-Pfadfindern die eng mit der KPE verbundene Gemeinschaft der Diener Jesu und Mariens gegründet.
1986 verließen einige Gruppen die KPE, da sie „die extremen religiöse Ansichten in der KPE […] für nicht mehr tragbar“ hielten, und gründeten einen eigenen Pfadfinderbund, die Europapfadfinder Sankt Michael. Dieser wurde im Bistum Würzburg am 22. Juli 1986 als privater Verein von Gläubigen anerkannt.
Zwischen 1981 und 1995 kam es in Petersdorf (Schwaben) zu Auseinandersetzungen um die Jugendarbeit der KPE, als Ingo Dollinger dort Pfarradministrator im Ortsteil Alsmoos war. Der Konflikt wurde auch überregional bekannt und in der breiten Öffentlichkeit besprochen. In den Jahren 2000–2012 wurden vier KPE-Mitglieder aus der Gruppe in der örtlichen Pfarrei zu Priestern geweiht.

### Seit 1990
Im Januar 1990 kritisierte die KPE die damals übliche Form des schulischen Sexualkundeunterrichts mit seiner „schrankenlosen Behandlung dieses Themenbereichs“ und der „‚wertneutralen‘ Erläuterung aller Verhütungsmittel.“ Dies stelle eine „seelische Vergewaltigung von Kindern“ dar. In solchen Fällen könne den Kindern „nur geraten werden, den Unterricht zu boykottieren oder die Schule sofort zu verlassen sowie einen anderen Erzieher oder Seelsorger zu verständigen, wenn der Lehrer damit anfängt. Ihr müßt nur Mut haben.“ Gleichzeitig wurde ein Aufklärungsunterricht an der Schule grundsätzlich bejaht. Er müsse „mit großer Vorsicht und Behutsamkeit gehalten werden.“ Das Ziel sei, „Achtung vor dem eigenen Leib und der Geschlechtlichkeit des Menschen zu wecken.“ Die Hauptverantwortung für die Aufklärung der Kinder liege bei den „Eltern, die in erster Linie dazu berufen sind, diese Aufgabe zu übernehmen.“ Die damals „modernen Aufklärungsschriften“ seien nicht geeignet gewesen, in diese Wertschätzung einzuführen. Darum hieß es weiter: „Sollte euch von der Schule so etwas aufgedrängt werden, so gebt es zurück oder zerreißt das Zeug!“ Im Hinblick auf eine damalige Empfehlung des Kultusministeriums in Stuttgart an die Schulen, das vom Pharmakonzern Organon, einem der ersten Hersteller von Antibabypillen, finanzierte Theaterstück „Sehnsucht nach Bang Yai“ zu besuchen, gab der Text an, man müsse sich erst daran gewöhnen, „daß der demokratische Staat die Gewissen eines Teils seiner Bürger in einen Maß belastet, daß Widerstand zu Gebote steht.“ Mit der Ablehnung einer wertindifferenten Sexualaufklärung und der Behauptung einer Option auf Nichtteilnahme am schulischen Sexualkundeunterricht gab die KPE die Position der katholischen Kirche wieder. In Deutschland wurde die Pflicht zur Teilnahme am Sexualkundeunterricht mehrmals rückwirkend vom Bundesverfassungsgericht und 2011 vom Europäischen Gerichtshof für Menschenrechte bestätigt.
Anfang der 1990er Jahre kooperierte die KPE – vertreten durch P. Andreas Hönisch – mit 14 anderen marianischen Vereinigungen, darunter dem Fatima-Weltapostolat, dem Engelwerk, Radio Maria, den Dienern Jesu und Mariens und anderen, in der Initiative Vereinigtes Apostolat im Geist Mariens (VAM). Zeitgleich warnte Andreas Hönisch wiederholt vor einer Verbreitung der vom Engelwerk geheimgehaltenen Privatoffenbarungen von Engelwerk-Gründerin Gabriele Bitterlich; sie beinhalteten laut Hönisch „dubiose“ und „problematische“ Dinge.
1991 übernahm Johanna Gräfin von Westphalen (1936–2016) das Amt der Protektorin der KPE, das sie bis 2013 innehatte.
Im Bistum Augsburg wurde die KPE 1992 von Bischof Josef Stimpfle (1916–1996) als kirchliche Jugendgemeinschaft anerkannt, da sich dem Dekret zufolge ihr spezifischer Charakter in die grundlegenden Ziele der diözesanen Jugendarbeit einfügte. Genannt wurden: „Persönlichkeit entfalten, Gemeinschaft in Leben und Glauben aufbauen, Mitverantwortung und Mitgestaltung einüben“.
Im selben Jahr initiierte sie zusammen mit befreundeten Gruppen den „Augsburger Singewettstreit“ als überbündische Veranstaltung nach dem Vorbild des Hamburger Singewettstreits. Bis 1996 fand der Wettstreit jährlich in der Kongresshalle Augsburg statt. An dieser Veranstaltung nahmen als Musiker und Besucher verschiedenste Pfadfindergruppen, Bündische und Wandervögel teil.
1994 war ihr Leben geprägt von der Teilnahme am 1. Euromoot der Ranger- und Roverstufe bei Le Puy-en-Velay in Frankreich und dem Mitwirken beim 2. Eurojam bei Viterbo in Italien (7500 Pfadfinder).
Im selben Jahr sendete der Südwestfunk erstmals den Spielfilm Himmel und Hölle; die fiktive Handlung soll auf Vorgängen in der KPE basieren. Die Authentizität des Filmes ist allerdings fraglich, da ein strafbewehrtes Urteil des Landgerichts Stuttgart (Az. 17 O 190/96) gegen den Filmproduzenten ausgesprochen wurde und der Bezug zwischen dem Film und der KPE seither nicht mehr hergestellt werden darf. Auch die Diözese Augsburg nahm sie in einer Presseerklärung in Schutz und wandte sich „nachdrücklich gegen die in verschiedenen Medien erhobenen Vorwürfe und Unterstellungen gegen […] die jungen Menschen in der KPE“. Trotzdem wurde sie infolge des Filmes massiv in der Presse angegriffen.
1996 wurde der Augsburger Singewettstreit in das verkehrstechnisch besser gelegene Würzburg verlegt, wo er bis 2005 im Würzburger Congress-Centrum stattfand. Die Ausrichtung des Wettstreits übernahm mit dem Umzug der Pfadfinderring Bayern e. V., in dem die KPE Mitglied ist.

### Seit 2000
Im Zusammenhang mit der KPE kam es zu Beginn des Schuljahres 2001/2002 an der Realschule Auerbach in der Oberpfalz zu einem Konflikt der Auerbacher Schulschwestern mit dem bayerischen Kultusministerium, dem Erzbistum Bamberg und den anderen Trägern des Zweckverbandes, dem Landkreis Amberg-Sulzbach und der Stadt Auerbach, da Lehrerinnen an der Schule in den vom Ministerium zugelassenen Biologiebüchern für die 10. Klasse zum Thema „Sexualität und Fortpflanzung“ 14 Seiten herausgerissen hatten und kurz darauf auch das Biologiebuch für die 8. Klassen eingezogen wurde. Nach Meinung von Kritikern wurde damit eigenmächtig Zensur ausgeübt. Ferner wurde auch über angsteinflößende Pädagogik im Kindergarten wie beispielsweise das Drohen mit Höllenstrafen, über Kleidungsvorschriften für Schülerinnen sowie Verbindungen mehrerer Ordensmitglieder zum Engelwerk berichtet. Die KPE, nach Angaben der Abendzeitung die Nachwuchsorganisation des Engelwerkes, hatte 1994 berichtet, dass sieben ihrer Mitglieder als Lehrkräfte an der Schule untergekommen waren. Nach einer Intervention von Kultusministerin Monika Hohlmeier (CSU) setzte der Vatikan die bayerische Provinzleitung der Schulschwestern ab. Sechs von zwölf an der Schule beschäftigten Nonnen verließen die Schule und konnten sich mit Unterstützung der ehemaligen (Erz-)Bischöfe von Salzburg und St. Pölten, Georg Eder und Engelwerk-Mitglied Kurt Krenn, in deren Diözesen niederlassen. Im Januar 2002 verglich Eder die staatlichen Maßnahmen in dieser Sache mit den Methoden des Naziregimes; die Methoden glichen sich und einzig die Akteure hätten sich geändert. Er räumte „eigene gute Erfahrungen“ mit dem Engelwerk ein und bestritt, dass es sich dabei um eine Sekte handle. Auch der Salzburger Weihbischof Andreas Laun verteidigte das Verhalten der betreffenden Nonnen. Der Bayerische Landtag begrüßte hingegen den Weggang der aus der KPE hervorgegangenen Lehrerinnen.
Am 22. Februar 2003 führte die KPE zum ersten Mal den Singe- und Instrumentalwettstreit Neu-Ulmer Meistersinger durch. Seither fand die Veranstaltung jedes Jahr im Frühjahr im Edwin-Scharff-Haus in Neu-Ulm statt. Zum Wettstreit sind Pfadfindergruppen aus allen Verbänden eingeladen.
Im August 2003 erfolgte durch den Heiligen Stuhl die Anerkennung der UIGSE, der auch evangelische und orthodoxe Pfadfinderschaften angehören, als internationale private Vereinigung von Gläubigen päpstlichen Rechts mit der Ausstattung einer juristischen Person. Die Satzung wurde für einen Zeitraum von fünf Jahren ad experimentum genehmigt.
Im gleichen Jahr ging aus der KPE die Gemeinschaft der Ancillae Domini hervor, ein Säkularinstitut für Frauen.
Im Sommer 2004 distanzierte sich die Deutsche Bischofskonferenz laut Aussage der ARD-Sendung Monitor von der KPE. Die Redaktion erhielt die Antwort, die KPE sei kein „offiziell anerkannter Jugendverband“.

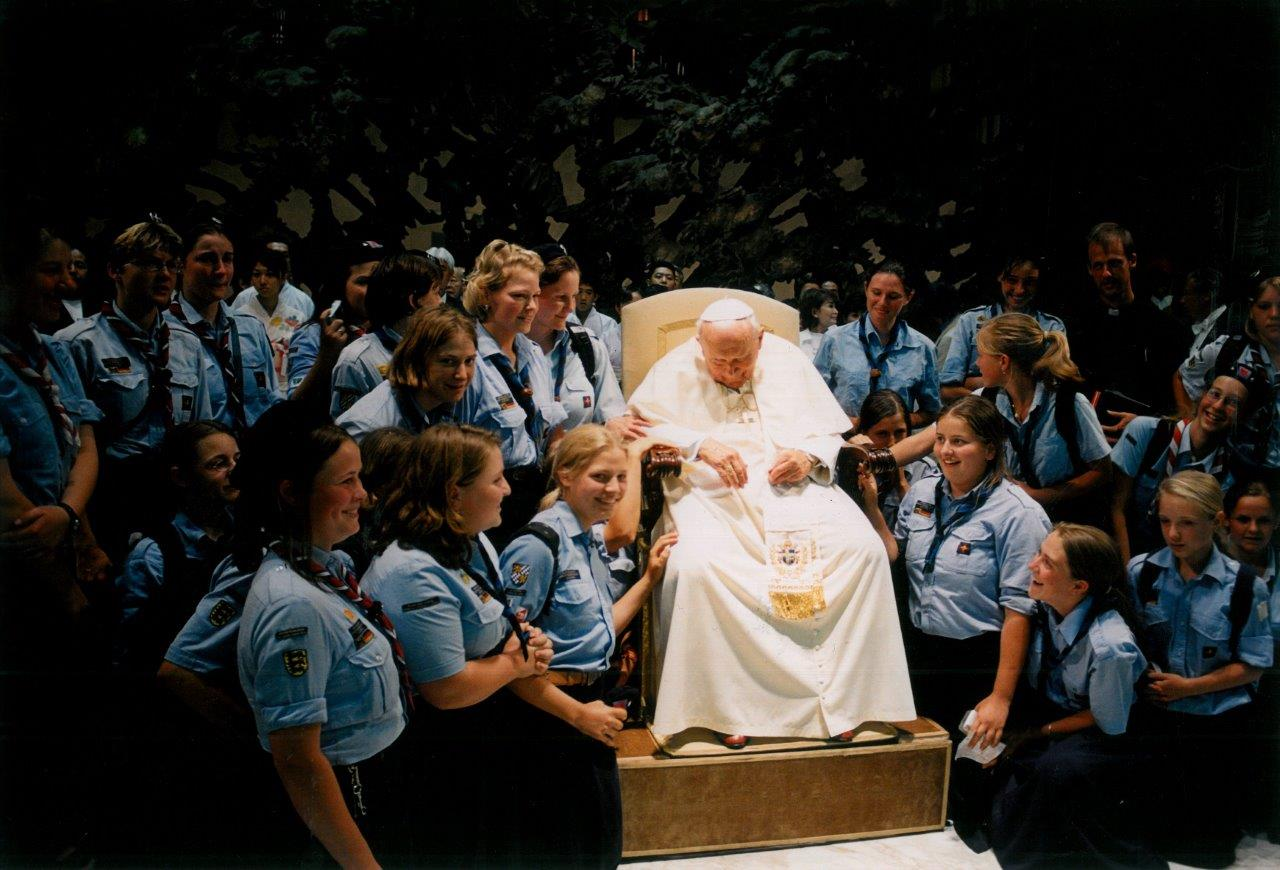
Papst Johannes Paul II. und eine Gruppe KPE-Pfadfinderinnen im Sommer 2004

Ende 2004 verließen zwei Gruppen und drei Mitglieder der österreichischen Bundesführung die dortige KPE-Ö, da ihrer Meinung nach der deutsche Verband – insbesondere Bundeskurat P. Andreas Hönisch SJM – versucht habe, größeren Einfluss in der österreichischen Organisation zu gewinnen. Der Hönisch nahestehende Teil der genannten Bundesführung blieb im Amt und bekannte sich zum deutschen Bundeskuraten. Dieser gab an, von Anschuldigungen, die strafrechtliche Konsequenzen gegen SJM-Mitglieder nach sich zögen, sei ihm „nichts bekannt“; er dementierte auch die Kenntnis einer negativen Erwähnung der KPE im Sektenreferat der Erzdiözese Wien. Die einzige KPE-Gruppe im Erzbistum werde nicht von den SJM, sondern von Leitner selbst geführt.
Nach 2004 scheiterten KPE und SJM mit Verleumdungsklagen gegen den Journalisten Georg Restle vor mehreren Gerichten in St. Pölten und Wien. Restle hatte angegeben, in Veröffentlichungen der KPE homophobe und antisemitische Äußerungen gefunden zu haben.
Das 15. Bundesthing wählte im April 2005 Martin Hafner als neuen Bundesfeldmeister. Von 1976 bis 2005 hatte Günther Walter dieses Amt bekleidet.
Im Herbst 2005 bezeichnete Andreas Hönisch in einem Artikel der KPE-Zeitschrift Pfadfinder Mariens praktizierte Homosexualität als „pervers“ und „widernatürlich“. Er bezog die Wertung in seinem Text ausschließlich auf homosexuelle Handlungen, nicht aber auf homosexuelle Personen; vielmehr betonte er in der Einleitung, man dürfe Personen nie „an den Pranger stellen“. Im selben Artikel zitierte Hönisch jedoch wörtlich einen Bericht der Website kreuz.net über eine Demonstration in Luzern, dessen Autor von Homosexuellen als von „sexuell Verdrehten“ sprach. Der Text von kreuz.net berichtete außerdem, Gegendemonstranten hätten ein Schild mit „Tsunami-Katastrophe lässt grüßen“ getragen. Die Deutsche Bischofskonferenz erklärte sieben Jahre später (2012), man habe sich „schon immer“ von kreuz.net distanziert. Radio Vatikan bezog sich noch bis November 2008 offiziell auf kreuz.net als Quelle und ging im Februar 2009 auf Distanz.
Im April 2007 wurde der Ibbenbürener Heilpraktiker Jürgen Richter, der in der KPE als Stammesfeldmeister tätig war und dessen Behandlungsmethode Anfang 2004 in der KPE-Zeitschrift Pfadfinder Mariens als „bereits erfolgreich erprobt“ bezeichnet worden war, vom Landgericht Münster wegen Verstoßes gegen das Arzneimittelgesetz und Steuerhinterziehung in Höhe von etwa 900.000 Euro zu einer Freiheitsstrafe von dreieinhalb Jahren verurteilt. Das Urteil wurde im Januar 2008 rechtskräftig, nachdem der Bundesgerichtshof die Revision verworfen hatte.
2007 gestaltete die KPE das 2. Euromoot der UIGSE (3000 Teilnehmer) im Tatragebirge und in Tschenstochau mit.
Im Herbst 2007 schrieb Andreas Hönisch, das Ziel der Freimaurerei sei die Weltherrschaft und der Hauptfeind der Freimaurer sei die katholische Kirche. Die immer stärker werdenden Globalisierungstendenzen in der Politik unserer Tage würden weitgehend von den Freimaurerlogen getragen.
Am 25. Januar 2008 verstarb Pater Hönisch, der seit dem Gründungsjahr Bundeskurat der KPE gewesen war. Beim nachfolgenden Bundesthing 2009 wurde P. Paul Schindele zum Nachfolger gewählt.
Im September 2008 wurde die UIGSE und ihre Satzung vom Päpstlichen Rat für die Laien nach fünfjähriger Probezeit endgültig anerkannt.
Im April 2009 beschloss das Bundesthing der KPE eine neue Satzung einschließlich einer zusätzlichen Bundesordnung. Dadurch wurde die bisherige Doppelstruktur von Verwaltungsrat und Vorstand abgeschafft. Es blieb ein Vorstand, der sich aus Präsident, Bundesfeldmeister, Bundesmeisterin, Schatzmeister, Sekretär und Bundeskurat zusammensetzt, die vom Bundesthing auf vier Jahre gewählt werden.

### Seit 2010
2011 änderte das Bundesthing das Pfadfindergesetz in vier Artikeln, um die deutsche Fassung dem offiziellen Text der UIGSE anzupassen.
Im Oktober 2011 kritisierte Michael K. Hageböck auf kath.net unter dem Titel Machtmissbrauch und Manipulation das Koordinationsbüro für den Papstbesuch in Deutschland 2011 im Erzbischöflichen Ordinariat Freiburg unter Erzbischof Robert Zollitsch, weil das Büro das Angebot der KPE, sich beim Besuch von Benedikt XVI. in Freiburg zu engagieren, abgelehnt hatte. Die örtliche KPE-Gruppe aus Freiburg hatte sich mit 100 Jugendlichen für die Papstmesse in Freiburg angemeldet und daran teilgenommen.
Am 7. Oktober 2012 wurde Martin Hafner, vormals Bundesfeldmeister der KPE, zum Commissaire Fédéral der UIGSE, dem europäischen Dachverband der KPE, gewählt.
2013 unterstützten KPE-Mitglieder Hilfsaktionen nach verschiedenen Hochwasserkatastrophen in Deutschland, wofür sich Bundespräsident Joachim Gauck bei den Pfadfindern bedankte.

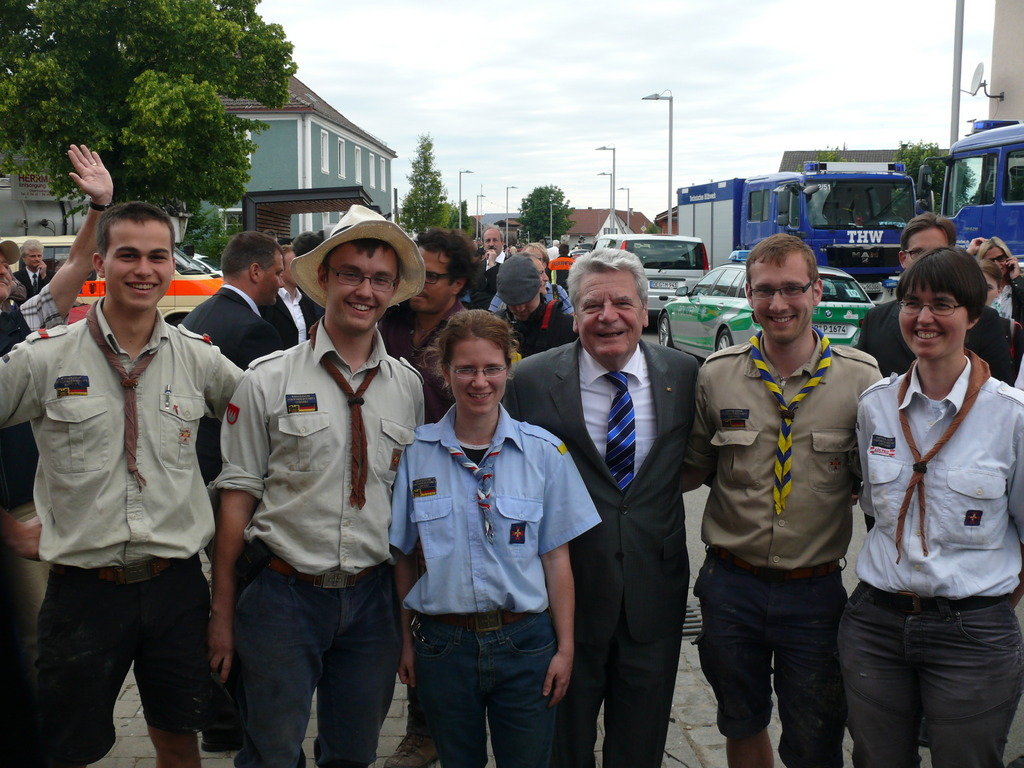
Bundespräsident Joachim Gauck dankt KPE-Pfadfindern bei Hochwasser-Einsatz

2014 hieß der Kölner Erzbischof Joachim Meisner die KPE in einem Brief ausdrücklich in seinem Erzbistum willkommen. Er begrüße das Engagement der Katholischen Pfadfinderschaft Europas im Erzbistum Köln und brachte seine Dankbarkeit für diese Form der Jugendpastoral zum Ausdruck.
Im Sommer 2014 fand in der Normandie das 4. Eurojam der UIGSE mit 12.000 Teilnehmern statt, davon 450 KPE-Pfadfinder. Papst Franziskus schrieb in seiner Grußbotschaft zu diesem Treffen: „Ihr seid die wahren Protagonisten dieser Welt, ihr seid nicht nur Zuschauer.“
Am 27. Februar 2016 feierte sie im Edwin-Scharff-Haus in Neu-Ulm das 40-jährige Bestehen und das 60-jährige Gründungsjubiläum ihres Dachverbandes UIGSE-FSE. Unter den knapp 1000 Gästen waren KPE-Mitarbeiter aus den Gründerjahren wie Günther Walter, Edeltraut Wessler, P. Richard Pühringer CPPS und Gisela Scholtissek. In einem Grußwort lobte Weihbischof Florian Wörner sie für ihre Treue zu Jesus Christus. Die Bundeswallfahrt vom 11.–12. Juni 2016 stand gleichfalls unter dem Zeichen des Jubiläums und führte nach Retzbach am Main.
Im April 2016 veranstaltete die KPE in Regensburg zusammen mit der Gemeinschaft Jugend 2000 und dem Dogmatikprofessor Thomas Marschler von der Universität Augsburg die „KPE-Frühlingsakademie“ zum Thema Development of Christian Doctrine. Im Rahmen der Tagung äußerte Marschler, dass kirchliche Lehraussagen im historischen Kontext zu betrachten seien und der Gesamtzusammenhang der kirchlichen Lehrentwicklung sichtbar werden müsse. Dabei seien Umakzentuierungen in der kirchlichen Lehre möglich, z. B. im Fall des Zweiten Vatikanischen Konzils. Des Weiteren sei die Begrenztheit menschlicher Erkenntnis- und Sprachfähigkeit immer zu berücksichtigen.
Im selben Jahr akzeptierte die KPE die wissenschaftlichen Ergebnisse der modernen Evolutionsbiologie. Unter dem Titel „Gendermainstreaming in der Kritik der modernen Biologie“ besprach das Redaktionsteam der KPE-Zeitschrift „Pfadfinder Mariens“ ausführlich und teilweise zustimmend ein Buch des Evolutionsbiologen Axel Meyer. „Gendermainstreaming basiert“ – so Meyer – „auf einer die biologischen Fakten Großteils ignorierenden politischen Ideologie“. Der Artikel zitierte Meyer auch mit dem Satz, „in Deutschland haben in den letzten Jahren ganze Kader von Gendermainstreaming-Anhängerinnen unsere Universitäten, Parteien und Ministerien unterwandert. Sie beherrschen auch zunehmend das öffentliche Meinungsbild“. Im letzten Absatz wird erwähnt, Meyer vertrete eine „evolutive Weltsicht ohne Schöpfer“; dem wird der gläubige Christ gegenübergestellt, „der sich in der liebenden Hand eines Schöpfergottes weiß“. Im gleichen Satz werden „die Ergebnisse der modernen Biologie“ nochmals ausdrücklich bejaht. Diese Position zur Evolutionstheorie entspricht der Haltung der römisch-katholischen Kirche, wie sie z. B. im Jugendkatechismus formuliert ist.
Beim Bundesthing im Mai 2017 wurden die erneut kandidierenden Mitglieder des Vorstands in geheimer Wahl ohne Gegenstimme in ihren Ämtern bestätigt, das Amt des nicht mehr angetretenen Schatzmeisters Stephan Hoffrichter wurde neu besetzt.
Nachdem die KPE 2012 das Projekt „Mit mehr Mut missionieren (MMMM)“ gestartet hatte, in dessen Rahmen die sie ihre Mitglieder ermutigte, von ihrem Glauben Zeugnis zu geben, gehörte der Verband 2018 zu den Erstunterzeichnern des Mission Manifest.

### Seit 2020
Am 9. Dezember 2021 erkannte die Deutsche Bischofskonferenz die Katholische Pfadfinderschaft Europas als privaten kanonischen Verein an. Der Vereinssitz wurde zugleich von Langen (Hessen) in die Diözese Augsburg verlegt, die nun Belegenheitsbistum wurde. Die Verlegung erfolgte, weil es „im Bistum Augsburg […] viele lebendige Kontakte zur Jugendpastoral“ gab „und auch die Anzahl der KPE-Gruppen […] dort viel höher als im Bistum Mainz“ war. Der Augsburger Bischof Bertram Meier stimmte der Verlegung schließlich zu. Jugendbischof Johannes Wübbe äußerte 2022 Selbstkritik zur Anerkennung und bedauerte, dass zuvor der DBK-Betroffenenbeirat zur Aufklärung sexuellen Missbrauchs nicht zur KPE angehört worden war.
Am 10. Januar 2023 gaben die Diener Jesu und Mariens bekannt, dass bei der Römischen Kurie eine kritische Anfrage zum Wirken des KPE- und SJM-Gründers Andreas Hönisch eingegangen war. Das Dikasterium für die Institute geweihten Lebens und für die Gesellschaften apostolischen Lebens betrachtet eine Untersuchung als angemessen. Der Passionistenpater Gregor Lenzen wurde dafür als Apostolischer Assistent für drei Jahre berufen.
Mit Stand von Mai 2023 verblieb das Bundessekretariat des deutschen Verbandes in München.

## Organisation und Struktur

### Aufbau des Bundes
Die Bundesstruktur der KPE gliedert sich in drei Ebenen: Bund, Länder und Stämme. Die KPE-Länder orientieren sich an den Grenzen eines oder mehrerer katholischer Bistümer. Gruppen in Regionen ohne Landesstruktur sind in ihrer Organisation an die Struktur eines bestehenden Landes angeschlossen. Der Schwerpunkt der Vereinstätigkeit liegt im süddeutschen Raum.
Die Ortsgruppen werden als „Stämme“ bezeichnet, sind geschlechtergetrennt und gemäß den verschiedenen Altersstufen in weitere Kleingruppen untergliedert. Auf jeder Ebene des Bundes ist das Thing das höchste beschlussfassende Organ (Bundesthing, Landesthing, Stammesthing); es tritt mindestens alle zwei Jahre zusammen.
Das Bundesthing ist das höchste Entscheidungsgremium der KPE, zu dessen Aufgaben es unter anderem gehört, den Vorstand zu wählen. Wahlberechtigt sind alle Vollmitglieder. Dazu zählen der Vorstand, alle ausgebildeten, aktiven und anerkannten Gruppenführungen, Protektor oder Protektorin, alle Ehrenmitglieder und alle aktiven und anerkannten Kuraten der KPE. Things auf Landes- und Stammesebene sind analog dazu aufgebaut. Eine ausführliche Beschreibung ihrer Struktur und Organisation der KPE ist in der Satzung und der Bundesordnung niedergelegt.

### Altersstufen
Die Ortsgruppen der KPE untergliedern sich in drei Altersstufen mit einem je angepassten pädagogischen Konzept.
- Wölflingsstufe: 8–11/12 Jahre. Vier bis acht Wölflinge bilden ein Rudel, mehrere Rudel bilden eine Meute.
- Pfadfinderinnen- und Pfadfinderstufe: 11/12–16/17 Jahre. Vier bis acht Pfadfinderinnen bilden eine Gilde (bei den Pfadfindern: Sippe), mehrere Gilden/Sippen bilden einen Trupp.
- Ranger- und Roverstufe: ab 16/17 Jahre. Vier bis acht Ranger/Rover bilden eine Runde, mehrere Runden bilden einen Clan.

An einzelnen Orten beginnt das Angebot bereits für Mädchen und Jungen unter acht Jahren mit sogenannten Wichtelgruppen, die der Wölflingsstufe angegliedert sind.

### Überverbandliche Einordnung
Die KPE ist Mitglied des internationalen Pfadfinderverbandes der UIGSE, der mit ca. 67.000 Mitgliedern in 22 Ländern vertreten ist. Gemeinsame Begegnungslager über die Grenzen des eigenen Landes hinaus gehören zum Gruppenleben der Pfadfinder- und Ranger-/Roverstufe. Die UIGSE besitzt einen Beraterstatus beim Europarat und ist vom Päpstlichen Rat für Laien als kirchliche Laienorganisation anerkannt. Ein einheitliches Zeremoniell, Pfadfindertracht, Pfadfindergesetz und Pädagogik verbinden alle Mitgliedsverbände der UIGSE.
Die KPE wird geistlich unter anderem von der Ordensgemeinschaft der Diener Jesu und Mariens betreut. Ferner ist sie Mitglied im Gesprächskreis Geistlicher Gemeinschaften und Bewegungen (GGG) der katholischen Kirche in Deutschland.

### Publikationen der KPE
Die Bundeszeitschrift der KPE für alle Pfadfinderinnen und Pfadfinder des Verbandes trägt den Titel Die Spur. Bis ins Jahr 1996 erschien sie vierteljährlich, seit 1997 drei Mal im Jahr. Die Zeitschrift Ad Mariam Europa wird speziell für ihre Gruppenleiter publiziert und behandelt entsprechende Themen. Sie erscheint in unregelmäßigen Abständen. Seit 1982 gibt die KPE vierteljährlich die Zeitschrift Pfadfinder Mariens für Freunde und Förderer heraus. Die vor 2014 erschienenen Ausgaben sind online nicht mehr zugänglich.

### Rechtlicher Status
Die KPE wurde in Deutschland als gemeinnütziger eingetragener Verein anerkannt und darf gemäß § 52 AO zum Zweck der Jugendhilfe ertragsteuerbefreite Spenden entgegennehmen. Die Spender können diese Zuwendungen von der Einkommensteuer absetzen (Stand Herbst 2021). Laut Satzung ist der Zweck des Vereins die „Förderung der Jugendhilfe“.

## Unterstützung, Kritik und Stellungnahmen
Von Außenstehenden wurde die Arbeit der KPE kontrovers bewertet. Einerseits wurde sie als „Lernort des Lebens und des Glaubens“ gewürdigt, ihr kirchlicher Sinn bescheinigt und ihr caritatives Engagement besonders hervorgehoben, andererseits wurden ihr christlicher Fundamentalismus, Judenfeindlichkeit, Homophobie, Rechtsextremismus und Nähe zum Engelwerk vorgeworfen; die KPE soll diesem als „Nachwuchsorganisation“ dienen. Die Pfadfinderschaft stellte diese Behauptungen 2011 als unberechtigt dar.
Vor allem seit den 1990er Jahren erfuhr die KPE wegen ihrer pädagogischen und religiösen Ausrichtung immer wieder Kritik. Aus den 1990er Jahren stammt der Vorwurf, ihre Katechese enthalte apokalyptische Vorstellungen. Im Jahr 2000 verbot ihr die Geschäftsstelle des Hamburger Katholikentages unter Leitung von Weihbischof Hans-Jochen Jaschke die Teilnahme am Katholikentag und untersagte Hönisch einen Vortrag bei den Initiativkreisen. Eduard Werner kritisierte in der katholischen Monatsschrift Der Fels das Vorgehen der Geschäftsstelle heftig. Als Begründung sei laut Der Fels zuerst die Anwesenheit Hönischs und der KPE genannt worden, das könne zu Unfrieden führen. Später hieß es, sie sei nicht bundesweit organisiert, nochmals später, niemand habe einen Rechtsanspruch auf Zulassung in das Programm des Katholikentags. Nach Angaben der Katholischen Nachrichtenagentur habe die Kirchentagsleitung die KPE ausgeschlossen, weil deren Wirken im erklärten Gegensatz zur pädagogischen und jugendpastoralen Arbeit der Deutschen Pfadfinderschaft St. Georg und der Pfadfinderinnenschaft St. Georg stehe. Diese seien die in Deutschland alleinigen kirchlich anerkannten Pfadfinderverbände; dies sei von der Jugendkommission der Deutschen Bischofskonferenz kurz zuvor nochmals ausdrücklich bestätigt worden.
Bezüglich der Glaubensvermittlung wurde der KPE vorgeworfen, ihre Mitglieder zur Beteiligung an religiösen Übungen zu drängen, besonders zur heiligen Messe und zur Beichte. Nach einem Bericht von J. Wallner habe der Dogmatiker Franz Gruber von der Katholisch-Theologischen Privatuniversität Linz in einem Vortrag die KPE in einer Liste von Gemeinschaften erwähnt, deren Arbeit aus seiner Sicht fundamentalistische Elemente enthalte. Der Priester Paul Hüster, Leiter der Arbeitsstelle für Jugendseelsorge der Deutschen Bischofskonferenz, warf der KPE und den SJM im Jahr 2000 „Merkmale einer Sekte“ vor.
1990–1992 kooperierte die KPE mit dem Engelwerk und zahlreichen anderen marianischen Gemeinschaften in der Initiative Vereinigtes Apostolat im Geist Mariens (VAM), was als Indiz für eine Nähe zu katholisch-fundamentalistischen Kreisen gewertet wurde. Der Priester Richard Pühringer, früheres Mitglied der KPE-Bundesführung, war in den 1980er Jahren Donate der Regularkanoniker vom Heiligen Kreuz, eines Ordens innerhalb des Engelwerkes, und Anfang der 2000er Jahre Seelsorger der Schwesterngemeinschaft des Ordens in Scheffau am Wilden Kaiser. Pühringer blieb noch mindestens bis 2016 in der KPE aktiv und wird von ihr als „Urgestein“ angesehen. Der auf den Titel des Bistums Anápolis, eines Hauptstützpunktes des Engelwerkes, geweihte SJM-Priester Karl Barton feierte 1993 seine Nachprimiz in der Münchner Pfarrei des Engelwerk-Priesters Karl Maria Harrer, die ihrerseits eine KPE-Gruppe beherbergte. Im Vorjahr waren Barton sowie die KPE-Mitglieder Anton Bentlage, Bernhard Spieß und Béla Horváth als Diakone auf das Bistum Anápolis geweiht worden. Horváth, zwischenzeitlich in die SJM eingetreten, verließ die Gemeinschaft im Februar 2000. Nach Angaben von Lutz Lemhöfer, Weltanschauungsbeauftragter der Diözese Limburg unter Bischof Franz Kamphaus, im Jahr 2001 fanden sich in den Schriften der KPE vereinzelt auch antisemitische Äußerungen.
Im Herbst 2003 verwies der damalige Bundesfeldmeister Günther Walter in einem Artikel auf das im Hohenrain-Verlag erschienene antisemitische Buch Die Frankfurter Schule und ihre zersetzenden Auswirkungen des NPD-Politikers Rolf Kosiek. Hans-Gerd Jaschke von der Hochschule für Wirtschaft und Recht Berlin erklärte in einer Monitor-Sendung 2004, in Publikationen der KPE Hinweise auf christlichen Fundamentalismus, völkischen Nationalismus und antisemitische Anspielungen gefunden zu haben. Er bezog sich dabei auf die KPE-Zeitschrift Pfadfinder Mariens, in der der Weltenburger Altabt Thomas Niggl OSB, ein Mitglied des Engelwerkes, im Frühjahr 2003 als Gastautor zum Thema des demographischen Wandels behauptet hatte: „Man kann nicht daran zweifeln, dass das deutsche Volk in seinem biologisch-ethnischen Bestand und in seiner kulturellen religiösen Identität aufs Schwerste bedroht ist“. Jaschke erklärte dazu: „Man muss deutlich betonen, dass die beiden letzteren Teile […] deckungsgleich sind mit dem modernen Rechtradikalismus“. Im selben Artikel verbreitete Niggl Thesen der rechtsextremen Deutschen Studiengemeinschaft, die er als „wertvolle Anregungen“ lobte. In der Sendung äußerten sich auch vor- und damalige Mitglieder.
Günther Walter erklärte am 7. März 2017 bezugnehmend auf die Vorfälle von 2003, der Literaturhinweis auf Kosiek sei durch seine Nachlässigkeit in den Text geraten. Er habe das Buch nur in Ausschnitten gelesen; das Kapitel Zur Geschichte der Frankfurter Schule enthalte seines Erachtens einige Seiten mit „interessanten Sachinformationen“; der Hintergrund des Autors sei ihm unbekannt gewesen. Der Artikel von Niggl sei 2003 wegen Zeitdrucks ohne inhaltliche Prüfung und in Unkenntnis der Deutschen Studiengemeinschaft vom Redaktionsteam übernommen worden. Walter entschuldige sich bei der KPE und den Lesern von Pfadfinder Mariens und distanziere sich ausdrücklich von rechtsextremem und antisemitischem Gedankengut. Im von Walter genannten Kapitel nahm Kosiek den mehrfach wegen Volksverhetzung vorbestraften Holocaustleugner Udo Walendy in Schutz und bezeichnete die seriöse Geschichtsforschung als „herrschende Umerziehungsmeinung“. Die Website der Deutschen Studiengemeinschaft, die Rolf Kosiek als Mitglied ihres Führungsgremiums auswies, war bereits im Jahr 2001 online; der seit 2002 im Internet abrufbare Verfassungsschutzbericht 2001 erwähnt das genannte Buch Kosieks unter „Rechtsextremistische Bestrebungen“.
Ende 2011 hatte die KPE zu den verschiedenen Vorwürfen Position bezogen. Ihre Bundesleitung distanzierte sich dabei ausdrücklich von rechtsradikalem Gedankengut und Antisemitismus. In religiösen Fragen lehne man Sonderlehren, die von der allgemeinen Lehre der Kirche abweichen, für sie grundsätzlich ab, ebenso Druck und Zwang als pädagogische Methoden der Glaubensvermittlung. Verbindungen zum Engelwerk – sowohl organisatorischer als auch inhaltlicher Art – wurden nachdrücklich bestritten. Der Vorwurf des Antisemitismus war zuvor in Wien gerichtlich bestätigt und vom deutschen Nachrichtenmagazin Der Spiegel zusammen mit der Einstufung der KPE als „fundamentalistisch“ erneut aufgegriffen worden.
Die auf Rechtsextremismus spezialisierte Politologin Andrea Röpke schrieb 2011 über die bündische Jugend: „Dort missfallen auch der Freibund – Bund Heimattreuer Jugend e. V., die ‚Deutsche Gildenschaft‘ sowie die ‚Katholische Pfadfinderschaft Europas‘ wegen ihrer rechtslastigen Ausrichtungen. Mit dem Sturmvogel zusammen sollen diese Gruppen ungefähr 4000 Anhänger haben.“ Die Positionen der in der Deutschen Bischofskonferenz zusammengeschlossenen Bischöfe zur KPE waren bisher uneinheitlich. Der Augsburger Bischof Josef Stimpfle erkannte 1992 in seiner Diözese die KPE als „kirchliche Jugendgemeinschaft“ an. 1995 warnte das Jugendamt des Erzbistums München und Freising vor der Vereinigung; Kinder und Jugendliche seien dort zu willigen Werkzeugen ihrer Erzieher gemacht worden. Im Mai 2017 lobte der ausscheidende Leiter desselben Jugendamts die Arbeit der KPE: Daniel Lerch, Diözesanpräses des BDKJ im Erzbistum München-Freising unter Erzbischof Reinhard Marx, stand seit 2006 mit der KPE in Kontakt und im Austausch. Im Rückblick betonte er, dass er die Arbeit der „KPE-Gruppen in der Erzdiözese München und Freising sehr schätze“; die Gruppen seien „Orte, an denen Kinder und Jugendliche den christlichen Glauben als Bereicherung erfahren und so eine persönliche Beziehung zu Christus entwickeln können“. Aus seiner persönlichen Erfahrung berichtete er, Eltern würden die Jugendarbeit der KPE „als Ergänzung ihrer Erziehung sehr schätzen“. Die DBK erklärte 2004, die KPE sei kein „offiziell anerkannter Jugendverband“.
Von mehreren deutschsprachigen Bischöfen gab es Signale des Wohlwollens und der Anerkennung, unter anderem von Kurt Krenn im Bistum St. Pölten, Joachim Meisner und Klaus Dick im Erzbistum Köln, Gregor Maria Hanke OSB im Bistum Eichstätt, Walter Mixa, Konrad Zdarsa und Florian Wörner im Bistum Augsburg sowie von Athanasius Schneider ORC, Weihbischof im Bistum Karaganda (seit 2011 Erzbistum Astana), einem Engelwerk-Mitglied. Ein Signal der Anerkennung von Schneider, der 2008 in Niederösterreich drei KPE-Mitglieder zu SJM-Priestern geweiht hatte, bestand darin, dass die KPE-nahe SJM-Kongregation 2016 im ordenseigenen Infoblatt unter der Rubrik Termine ein Choralamt von Schneider am Wallfahrtsort Altötting ankündigte. Betreiber der Website war Paul Schindele, Generaloberer der SJM und vormaliger KPE-Bundeskurat. Das Engelwerk war in Augsburg schon vor Gründung der KPE präsent, später auch in den Diözesen St. Pölten, Köln, Eichstätt, Innsbruck sowie in Karaganda und Astana.
Weitere Unterstützer der KPE waren Johannes Dyba im Bistum Fulda, Matthias König im Bistum Paderborn, Stefan Zekorn, Weihbischof im Bistum Münster, Georg Gänswein und Peter Zurbriggen. Florian Wörner, Weihbischof der Diözese Augsburg und Leiter des dortigen Jugendamtes, erklärte im Februar 2013 anlässlich eines Treffens mit der KPE: „Ich betrachte mein Kommen […] als Ausdruck meiner Wertschätzung eurer Arbeit. In meiner Aufgabe als Leiter des bischöflichen Jugendamtes habe ich in den letzten sieben Jahren die Zusammenarbeit mit der KPE als äußerst gut und transparent erlebt. Es war ein offenes und gutes Miteinander. Die KPE hat sich in den verschiedenen Bereichen der diözesanen Pastoral sehr positiv mit eingebracht.“ Anerkennend erwähnte der Weihbischof, dass sich KPE-Mitglieder auch außerhalb der eigenen Verbandsstruktur in verschiedenen Initiativen wie z. B. Nightfever im Bistum engagierten.
Walter Brandmüller spendete im September 2012 auf dem Sonntagberg dem KPE-Mitglied Tobias Christoph SJM die Priesterweihe. Der St. Pöltner Bischof Klaus Küng, ein Mitglied des Opus Dei, ermutigte im Sommer 2013 die Mitglieder der KPE, viele Jugendliche für ihre Gruppen zu gewinnen. Die Etappen der Pfadfinderpädagogik seien „etwas, was Gott euch schenkt, damit ihr wirksam werdet […] dort, wo ihr arbeitet, dort wo ihr seid“. Küng weihte mehrere KPE-Mitglieder zu Priestern der SJM. Joseph Ratzinger, der spätere Papst Benedikt XVI., lobte 2003 die KPE ausdrücklich und empfahl, sie zu unterstützen: „Die Jugendarbeit in der KPE ist im Ganzen durchaus positiv einzuschätzen und gibt vielen jungen Menschen eine solide Grundlage für ihren Weg im Leben“. Seit 1995 äußerten sich mehrere ehemalige KPE-Mitglieder, darunter 2023 ihr früherer Pfadfinderkurat Wolfgang F. Rothe, ablehnend und warnend über ihre vormalige Gemeinschaft.

## Missbrauchsvorwürfe
Josef Henfling erhob schwere Missbrauchsvorwürfe gegen die KPE und die SJM in Bezug auf seine Zeit in einem österreichischen Internat Ende der 1990er Jahre. Es sei ihm vorgekommen, als sei er „für mögliche Missbrauchstäter geradezu abgerichtet worden“.
Es habe weitere Missbrauchsfälle innerhalb der KPE gegeben, so Johanna Beck, vormalige Sprecherin des Betroffenenbeirats der Deutschen Bischofskonferenz und Trägerin des Herbert-Haag-Preises. Bei der Vorstellung einer Buchveröffentlichung über ihre Erfahrungen mit geistlichem Missbrauch, den sie als Kind in den 1990er in der KPE erlebt habe, sagte Beck: „Wir bekamen ständig suggeriert: Du scheiterst, du hast etwas falsch gemacht, du sündigst. Da kommt man dann ganz schwer raus und damit arbeiten aber auch Gruppierungen wie die KPE. […] Die Angst der Mitglieder und das geringe Selbstwertgefühl gibt den Oberen Macht!“ Ein Priester, der etwas „Dunkles, Lauerndes, Fanatisches“ ausstrahlte, habe damals bei Zeltlagern und Treffen immer alle Mitglieder des Stammes zur Beichte gezwungen, bei der es immer um sexuelle Themen und intime Fragen gegangen sei, die sie überfordert hätten; auch zu sexuellen Übergriffen war es gekommen. Die KPE habe ihr per E-Mail eine Entschuldigung gesendet, so Beck, die wie der Stuttgarter Stadtdekan Monsignore Christian Hermes eine nachhaltige Änderung der KPE bezweifelte. Der Priester der KPE, zur Tatzeit zugleich Mitglied des Engelwerkes, sei 2022 noch immer im priesterlichen Dienst gewesen. Ulrich Hoffmann, Präsident des Familienbundes der Katholiken, warf der KPE eine „schwarze Pädagogik“ vor und sagte, dass viele „Familien, Kinder und Jugendliche […] in diesem Bereich ‚schwerste Gewalt‘ erlitten hätten.“ Auch andere katholische Gruppen grenzten sich 2022 von der KPE ab.
Angesprochen auf die Missbrauchsvorwürfe gegen die KPE erklärte 2022 Bianka Moor, Leiterin der Arbeitsstelle für Jugendseelsorge der Deutschen Bischofskonferenz (DBK), sie nehme in der KPE ein klares Bewusstsein für die kritische Vergangenheit des Verbandes wahr. Die KPE habe in jüngerer Zeit ihre inhaltlichen Konzepte und Ausbildungspapiere überarbeitet und ihre Jugendarbeit entsprechend umgestaltet. Die DBK sehe eine deutliche Weiterentwicklung des Verbands. „Die KPE von heute lässt sich nicht mehr mit der KPE aus den 80er-Jahren vergleichen.“

### Schriften aus der KPE
- Andreas Hönisch: Liebe Freunde von Pfadfinder Mariens. 1. Band. SJM-Verlag, Meckenheim 2001. ISBN 3-932426-20-7
- Günther Walter: Deine Sippe, Kornett. 2. erweiterte Auflage. SJM-Verlag, Neusäß 2002. ISBN 978-3-932426-22-3
- Alfred Pokorn / Günther Walter: Pfadfinder-Handbuch, 5. erweiterte und vollständig neu überarbeitete Auflage. SJM-Verlag, Neusäß 2010. ISBN 978-3-932426-02-5
- Barbara Roczniak / Anton Bentlage: Leitfaden für die Wölflingsstufe. SJM-Verlag, Neusäß 2013. ISBN 978-3-932426-57-5
- Katholische Pfadfinderschaft Europas: Wegweiser. Religiöses Leben in der Katholischen Pfadfinderschaft Europas, 2. Auflage, München 2015
- Katholische Pfadfinderschaft Europas: Grundlagentexte, München 2015